# 南木切乡
南木切乡（藏語：ན་མོ་ཆེ་），是中华人民共和国西藏自治区日喀则市谢通门县下辖的一个乡镇级行政单位。

## 行政区划
南木切乡下辖以下地区：
南木切村和车多村。